# Withius glabratus
Withius glabratus är en spindeldjursart som först beskrevs av Edvard Ellingsen 1910.  Withius glabratus ingår i släktet Withius och familjen Withiidae. Inga underarter finns listade i Catalogue of Life.